# 大分大学教育学部附属幼稚園
大分大学教育学部附属幼稚園（おおいただいがくきょういくがくぶふぞくようちえん）は、大分県大分市王子新町にある、大分大学教育学部附属の幼稚園。
2016年（平成28年）4月の学部改称により、1999年（平成11年）以来17年ぶりに「大分大学教育学部附属幼稚園」の名称に戻った。

## 概要
歴史
1931年（昭和6年）に大分県女子師範学校の同窓会によって設立された。2016年（平成28年）に創立85周年を迎える。
特色
国立大学教育学部の附属園として学部学生の実習、地域教育への協力のため学部教官とともに教育研究を行っている。
教育目標
- 心豊かなやさしい子ども
- 工夫し楽しく遊ぶ子ども
- 元気いっぱい活動する子ども

園歌
1991年（平成3年）に創立60周年を記念して制定。タイトルは「たのしいようちえん」。
学級編成
- 3歳児（2学級）
- 4歳児（2学級）
- 5歳児（2学級）

## 沿革
- 1931年（昭和6年）
  - 3月24日 - 大分県女子師範学校同窓会によって設立。
  - 4月 - 2学級、園児78名での開園。初代園長に長崎惣一幼稚園が就任。大分市長浜町の女子師範学校寄宿舎の南寮2部屋を保育室として使用。
- 1933年（昭和8年）10月10日 - 21時30分に寄宿舎北寮からの出火により保育室2部屋を焼失。
- 1940年（昭和15年）4月1日 - 県立移管により、「大分県女子師範学校附属幼稚園」となる（公式の附属幼稚園となる）。
- 1943年（昭和18年）4月1日 - 師範学校の官立（国立）移管により、「大分師範学校女子部附属幼稚園」に改称。
- 1945年（昭和20年）
  - この年 - 戦争により休園
  - 7月16日 - 夜半に始まった大空襲により園舎と資料を焼失。
- 1946年（昭和21年）4月 - 大分市立南大分幼稚園を附属幼稚園とし、「大分師範学校附属幼稚園」に改称。
- 1949年（昭和24年）
  - 4月 - 現在地（大分四十七連隊跡地）に移転を完了。
  - 5月 - 新制大学大分大学の発足により、「大分大学大分師範学校附属幼稚園」に改称。附属小学校第3校舎の1部屋を保育室として使用。
- 1951年（昭和26年）4月1日 - 大分師範学校の廃止により「大分大学学芸学部附属幼稚園」に改称。
- 1962年（昭和37年）5月 - 新園舎が完成。
- 1966年（昭和41年）4月1日 - 学部名改称により「大分大学教育学部附属幼稚園」に改称。
- 1970年（昭和45年）3月 - 学部の統合移転により附属地が修正され現在の場所に園舎を新築し移転を完了。
- 1973年（昭和48年）4月 - 5歳児棟と3歳児棟が完成。附属小学校校長と附属幼稚園長の兼任を解き、専任園長制となる。初代専任園長に仲町謙吉が就任。
- 1979年（昭和54年）3月 - 視聴覚室が完成。
- 1991年（平成3年）11月 - 創立60周年を記念して園歌「たのしいようちえん」を制定。
- 1999年（平成11年）
  - 4月1日 - 学部名改称により「大分大学教育福祉科学部附属幼稚園」に改称。
  - 6月 - 太陽光発電設備が完成。
- 2016年（平成28年）4月1日 - 学部名改称により「大分大学教育学部附属幼稚園」（現園名）に改称。

## 交通
最寄りの鉄道駅
- JR九州 日豊本線 「大分駅」・「西大分駅」

最寄りのバス停
- 大分バス 「附属養護学校前」バス停

最寄りの幹線道路
- 国道10号（産業通り）「西春日」交差点

## 周辺
- 大分大学教育学部附属小学校
- 大分大学教育学部附属中学校
- 大分大学教育学部附属特別支援学校
- 大分県立図書館
- 大分市立王子中学校